# RTL 2 (Chorwacja)
RTL 2 – chorwacka stacja telewizyjna, należąca do luksemburskiego nadawcy RTL Group. Wystartowała 2 stycznia 2011 roku.
Kanał nadaje w formacie 16:9 SDTV. Siedziba stacji znajduje się w Zagrzebiu, w Chorwacji.
Wybrane programy: Gotowe na wszystko, Chirurdzy, Dwóch i pół, Zwariowany świat Malcolma, Z kamerą u Kardashianów, Aurora, Teoria wielkiego podrywu, Chuck, Dexter, Współczesna rodzina, Skazany na śmierć.